# Aleister Crowley

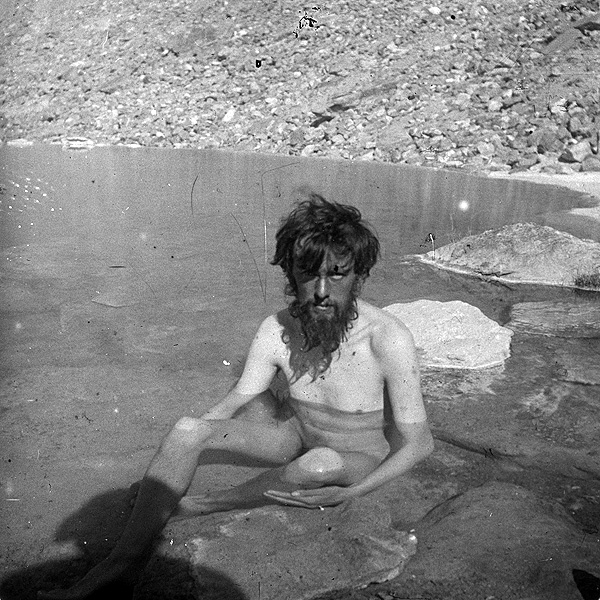
Aleister Crowley podczas wyprawy na K2 (1902)

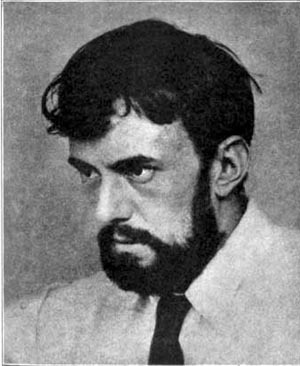
Aleister Crowley (1901)

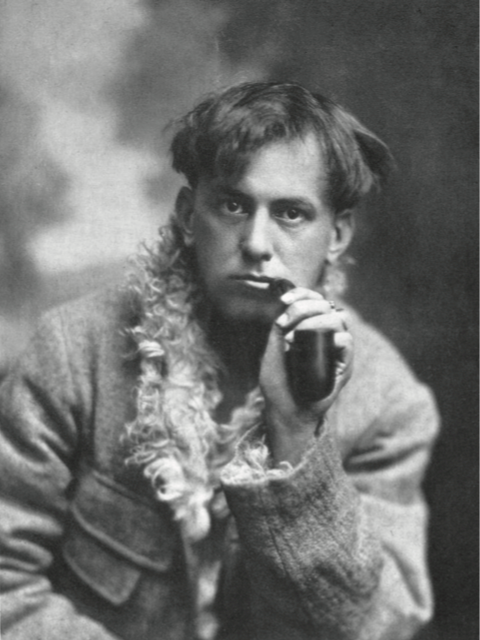
Aleister Crowley, zdjęcie wykonane podczas mieszkania w Boleskine House.

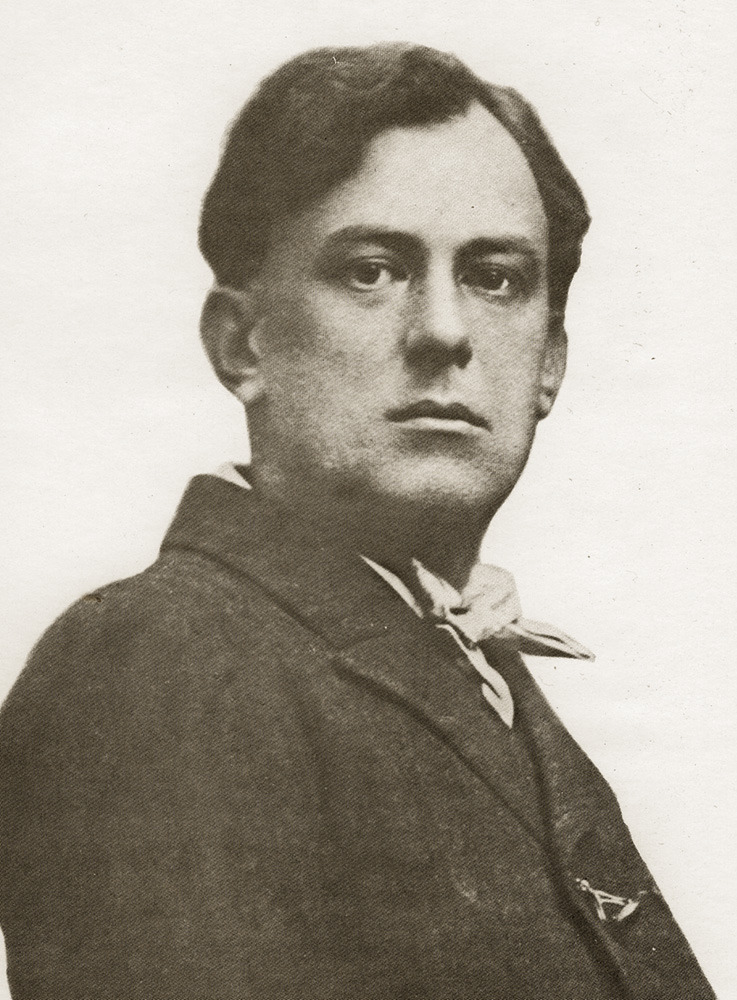
Aleister Crowley (1912)

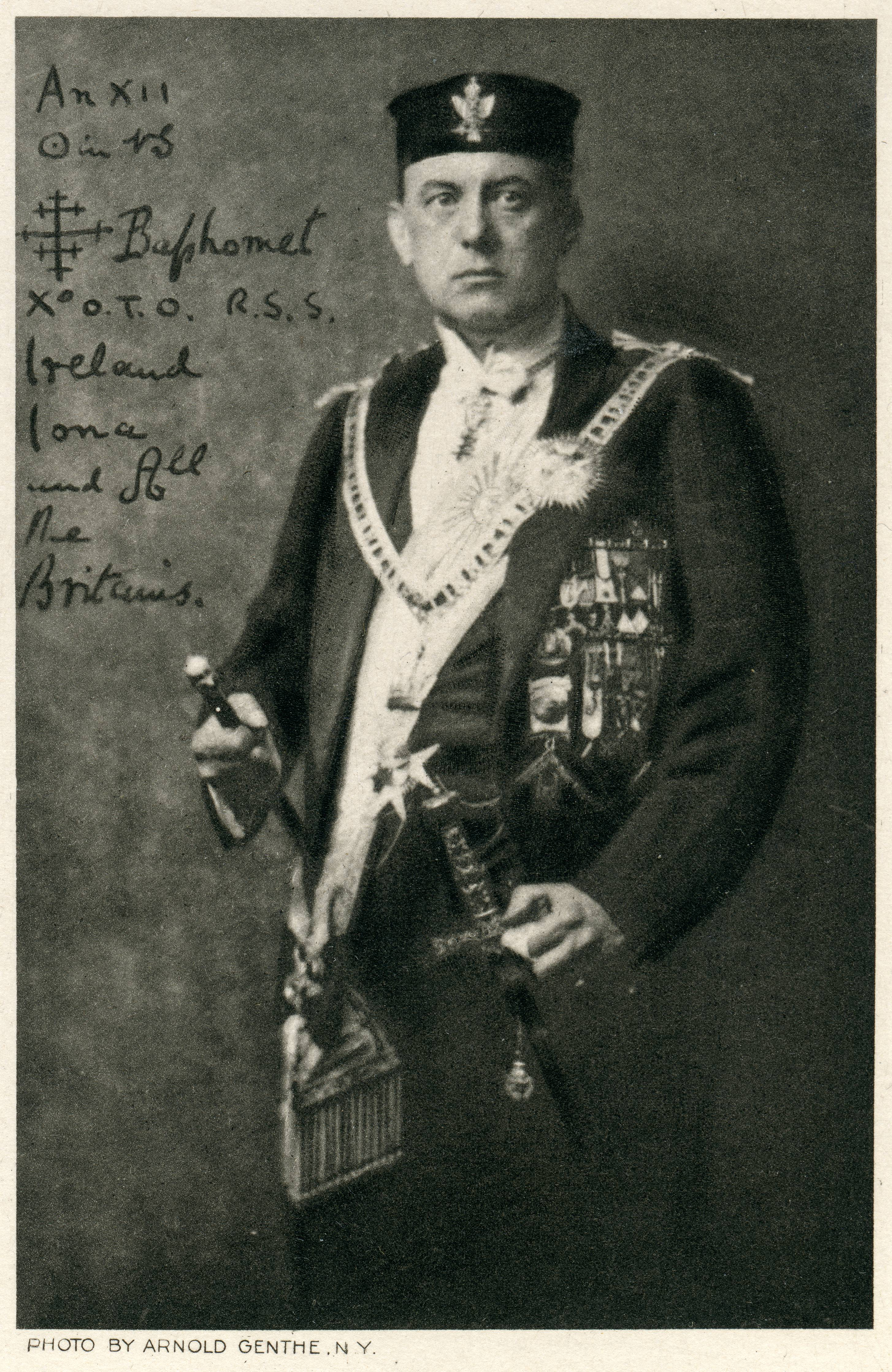
Aleister Crowley (1919)

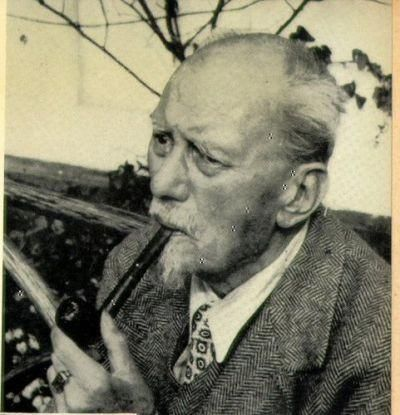
Aleister Crowley (między 1945 a 1947)

Aleister Crowley, właściwie Edward Alexander Crowley (ur. 12 października 1875 w Royal Leamington Spa, zm. 1 grudnia 1947 w Hastings) – brytyjski okultysta, poeta, mistyk, szachista, alpinista i święty Gnostyckiego Kościoła Katolickiego.
Autor wielu książek, z czego znaczna część nawiązuje do wyznawanych przez Crowleya filozoficzno-mistycznych poglądów. Praktycznie całe swoje życie spędził na poszukiwaniach, nauczaniu i opisywaniu pewnej formy „synkretycznego mistycyzmu” (tzw. thelema).

## Życiorys
Ród Crowleyów był zamożną rodziną kwakrów, ponad 200-letnich właścicieli browarni, powiązanych też z brytyjską koleją. Ojciec Aleistera, Edward Crowley (1834–1887), był niepraktykującym inżynierem. Mając 26 lat porzucił tradycje religijne rodziny zostając anglikańskim duchownym, a po pewnym czasie przystąpił do braci plymuckich, zostając świeckim kaznodzieją. 19 listopada 1874 poślubił Emily Berthę Bishop (1848–1917) – córkę farmera pracującą wcześniej jako guwernantka. 12 października 1875 w Leamington Spa w hrabstwie Warwickshire, przyszedł na świat Aleister Crowley – jako Edward Alexander Crowley, otrzymując pierwsze imię po ojcu i dziadku. Kilka dni po narodzinach przeszedł zabieg podcięcia wędzidełka podjęzykowego – przez resztę życia będzie cierpiał na wadę wymowy objawiającą się nieprawidłowym wymawianiem głoski „r”. W marcu 1877 Edward Crowley sprzedał swoje udziały w browarni i zainwestował je w wodociągi w Amsterdamie, prawdopodobnie w firmę Amsterdam Water Works Company. 29 lutego 1880 przyszła na świat siostra Aleistera – Grace Mary Elizabeth, która zmarła kilka godzin po narodzinach.
Bracia plymuccy byli społecznością zamkniętą, przestrzegającą surowych reguł. W dzieciństwie Aleisterowi Crowleyowi wolno było czytać tylko zatwierdzone książki – była to głównie Biblia króla Jakuba. W pewnym momencie zafascynował się Apokalipsą św. Jana. W wieku sześciu lat nauczył się gry w szachy. Uczęszczał do prywatnych, chrześcijańskich szkół i czas ten wspominał jako szczęśliwy.
Jako dziecko wierzył w nauki swojego ojca, idealizował go, podziwiając jego elokwencję i zapał, z jakim nauczał doktryny braci plymuckich. Pogardzał za to matką. Jako nastolatek, obserwując konflikty w społeczności braci plymuckich, zmienił swoje nastawienie do religii, wciąż jednak kochał ojca.
W 1886 roku u Edwarda Crowleya zdiagnozowano raka języka i rodzina przeniosła się do Southampton, gdzie chory korzystał z „leczenia” elektrohomeopatycznego. 5 marca 1887, po 10-miesięcznej walce z chorobą, zmarł. Matka chłopca sprzedała dom i przez dwa lata pomieszkiwali w hotelach. Zamieszkali w Londynie u jej brata, Toma Bonda Bishopa (1839–1920) – kaznodziei i filantropa, o którego poziomie intelektualnym młody Crowley miał jak najgorsze mniemanie. W swojej autohagiografii (Wyznania Aleistera Crowleya) twierdził on, że wuj znęcał się nad nim. W nowej szkole nastolatek buntował się wobec panującego w niej fundamentalizmu, co nauczyciele przypisali reakcji na śmierć ojca. Zachorował na albuminurię, najpewniej na skutek przymusowej głodówki opartej na chlebie i wodzie – kary wymierzonej przez pedagogów. Te doświadczenia sprawiły, że jego pogląd na chrześcijaństwo uległ drastycznej zmianie. W celu podreperowania zdrowia Edward junior został wysłany na wieś, gdzie znalazł się pod opieką prywatnego nauczyciela o dosyć liberalnych poglądach. Zapoznał się dzięki niemu nie tylko ze wspinaczką górską. Crowley napisze o nim później w The World's Tragedy: „Nauczył mnie czym jest rozsądek i męstwo. Jestem mu wiele dłużny i nie zapomnę tego, co dla mnie zrobił”. Pierwsze doświadczenie seksualne przeżył jako szesnastolatek z aktorką teatralną. Wkrótce potem uwiódł gosposię w sypialni swojej matki, by zademonstrować swój bunt, męskość i niezależność.
Jego życie uległo zmianie po wyjeździe w październiku 1895 roku na studia do Trinity College w Cambridge na wydziale społecznym. Podczas studiów pragnął związać swoją przyszłość ze służbą dyplomatyczną, jednak przeszkodził mu w tym brak predyspozycji do nauki kilku języków obcych. Zagłębiał się we wszelkiej literaturze, jaka wpadła mu w ręce. Jak sam mówił, miał wówczas zwyczaj czytania wszelkich prac, do których odnosiły się dzieła przez niego analizowane. W tym czasie zapoznał się z wieloma dziełami, także filozoficznymi. Pisał także własne poematy, powieści i inne publikacje, w których przejawiał się znaczny wpływ przeczytanych przez niego utworów innych autorów. Szczególnie upodobał sobie dzieła Richarda Francisa Burtona i Shelleya.
Zainteresował się tzw. Kościołem Celtyckim, literaturą arturiańską i celtyckim mistycyzmem. Zmienił swoje imię z „Edward Alexander” na „Aleister” (gaelicka odmiana słowa Alexander), co symbolizowało jego przemianę duchową, odcięcie się od przeszłości, w tym od pseudonimu „Alick” nadanemu mu przez rodziców. W Sylwestra 1896 roku Crowley odkrył swoją biseksualność. Utrzymywał też intensywne życie seksualne z kobietami – głównie z dziewczętami poderwanymi w tawernach a także często z prostytutkami. W 1897 roku, na drugim roku studiów, zaraził się kiłą.
W czasie studiów rozwijał też swoje zainteresowania związane z grą w szachy (został prezesem studenckiego klubu szachowego) i wspinaczką górską. Był członkiem studenckiego towarzystwa dyskusyjnego Magpie and Stump. Pomimo aktywności w stowarzyszeniach studenckich, zawierania ciekawych znajomości, m.in. z Herbertem Charlesem Pollittem, Crowley wydawał się unikać kolegów ze studiów – wymigał się od obowiązkowego uczestnictwa w nabożeństwach (ponieważ wiązało się to z wczesnym wstawaniem) i nie jadał posiłków na stołówce (jedzenie polecił sobie przynosić do pokoju). Prowadził nocny tryb życia, często opuszczał zajęcia. Porzucił uczelnię po trzech latach bez dyplomu.
W roku 1898 związał się z Hermetycznym Zakonem Złotego Brzasku dzięki znajomości z jego członkiem, Julianem L. Bakerem i przybrał imię „Frater Perdurabo” („Frater” = „Brat”, „Perdurabo” było wybranym przez niego imieniem, mottem, oznaczającym „wytrwam do końca”). Złoty Brzask był tajemną organizacją krzewiącą nauki różokrzyżowców, alchemików i kabalistów. Tam jednak, pomimo błyskawicznej kariery (w zaledwie dwa lata uzyskał znajdujący się mniej więcej w środku hierarchii tytuł Adeptus Minor 5°=6°, podczas gdy inni członkowie bardzo rzadko do niego dochodzili), spotkał Crowleya zawód, gdy utracił nadzieje związane z wyjątkową naturą przekazywanych mu nauk. Ze względu na nieporozumienia w Zakonie, opuścił go i podróżował po świecie.
W listopadzie 1899 roku kupił Boleskine House. W swojej hagiografii żartobliwie napisał: „Żyłem życiem zwykłego lairda szkockiego…”. Zatrudnił personel domowy i oddawał się rozrywkom na świeżym powietrzu typowym dla posiadaczy ziemskich ze szkockiego rejonu Highlands. Nosił kilt z tartanu Mathersa i przedstawiał się jako „Aleister Crowley MacGregor” (forma skrócona: „Aleister MacGregor”) oraz „Lord of Boleskine and Abertarff” (skrócone po czasie do „Lord Boleskine”). 
W 1901 roku studiował i praktykował medytację jogiczną wraz z Allanem Bennetem na podstawie instrukcji sziwaickiego guru Ponnambalama Ramanathana, zapoznał się z najważniejszymi zasadami medytacji buddyjskiej, napisał także w tamtym roku esej „Science and Buddhism”, a później doświadczenia te wykorzystał w instrukcjach dla członków A∴A∴ („Liber RV vel Spiritus” oraz „Liber Yod”).
W roku 1902 wziął udział w nieudanej wyprawie na K2. Wskazał, jak się później okazało, najłatwiejszą drogę na szczyt, został jednak przegłosowany przez członków wyprawy na rzecz innej drogi.
Po powrocie do Anglii poznał młodszą siostrę przyjaciela, Rose Edith Kelly, która w 1903 roku została jego pierwszą żoną. W lutym 1904 wyjechał z nią w podróż do Kairu. Tam też spisał swoje największe dzieło – Liber AL vel Legis (Księgę Prawa). Okoliczności, które doprowadziły do recepcji tej księgi, były zaskakujące dla samego Aleistera. Postanowił on pokazać żonie sylfy i przeprowadził ich ewokację. Duchy się nie pojawiły, natomiast Rose zapadła w dziwny trans, powtarzając słowa „oni czekają na ciebie”. Tym, który czekał na Crowleya, miał być bóg Horus. Kobieta powiedziała także, iż Horus domaga się przeprosin od Crowleya, co zaskoczyło go o tyle, że Rose nie wiedziała, iż nie darzył szacunkiem bóstw marsowych, do których Horus należy. 28 lipca 1904 we wspomnianej wyżej posiadłości Boleskine przyszła na świat ich pierwsza córka – Nuit Ma Ahathoor Hecate Sappho Jezebel Lilith Crowley.
W 1905 roku, podczas wyprawy na Kanczendzongę, skłócony z własną ekipą alpinistyczną, odmówił udziału w ratowaniu zasypanych lawiną współtowarzyszy wyprawy, którzy zbuntowali się przeciw jego przywództwu. Część buntowników zginęła pod śniegiem.
W późniejszym okresie Aleister Crowley zmienił swoje imię magiczne na „Mistrz Bestia” („The Master Therion”). Całkowicie zerwał kontakty z Zakonem Złotego Brzasku, zaś założył swój własny Zakon Srebrnej Gwiazdy. Osiągnięcie wyższych stopni w tym Zakonie było bardzo trudne, o czym może świadczyć chociażby fakt, iż Austin Osman Spare, uznawany za „ojca chrzestnego” magii chaosu, nie sprostał wymaganiom stawianym już na wstępnym poziomie Probanta. Od ok. 1910–1912 roku był związany z niemiecką grupą okultystyczną Ordo Templi Orientis, której wkrótce został „przywódcą w świecie anglojęzycznym”, a w 1925 roku oficjalnie mianowany został głową całego Zakonu. Crowley miał także kontakty z masonerią, ale nigdy nie był członkiem tak zwanego regularnego nurtu.
Był swoistego rodzaju „perfekcjonistą” w wykonywaniu magicznych zabiegów, do których używał całego zestawu „magicznych broni”, czyli przyborów, które dawały mu panowanie nad żywiołami i duchami (pentakle, kielichy, miecze, sztylety i różdżki). Według niego każda istota żywa jest jakby magazynem energii, zróżnicowanym co do ilości i co do jakości, zgodnie z moralnym i umysłowym charakterem danej osoby; w momencie śmierci ludzka lub zwierzęca energia zostaje wyzwolona dla spełnienia magicznego aktu; w związku z tym pisał: „Dla najwyższej duchowej pracy trzeba odpowiednio wybrać ofiarę, która zawiera największą i najczystszą moc. Męskie dziecko o doskonałej niewinności i wysokiej inteligencji jest najodpowiedniejszą i najbardziej satysfakcjonującą ofiarą”, odnosząc się tym samym do męskiego nasienia, jako nośnika owych jakości. Podkreślał jednocześnie, iż nie można złożyć w ofierze czegoś, co do nas nie należy, w takim sensie, jak np. nasienie mężczyzny będące materialną manifestacją najwyższej duchowej esencji mężczyzny i boskiej mocy kreacji; twierdził, że jeśli nie jest możliwe dokonanie ofiary z człowieka (tj. z jego esencji, nasienia), należy wówczas złożyć ofiarę ze zwierzęcia; wybrane do tego celu zwierzę musi być ciepłokrwiste, całkowicie zdrowe i niezbyt duże (z powodu ilości energii, która zostaje wydzielona w czasie ceremonii).
Crowley darzył wielkim podziwem używanie tablicy Ouija i odgrywała ona rolę w jego magicznych działaniach.
W roku 1905 odbył podróż do Chin, gdzie studiował Yijing – starochińską Księgę Przemian. Po powrocie do Liverpoolu, 2 czerwca 1906 roku dotarły do niego wieści o śmierci jego pierwszego dziecka. W listopadzie 1909 roku rozwiódł się z walczącą ze swoim alkoholizmem Rose. Rose otrzymała prawo do opieki nad ich drugą córką, Lolą Zazą.
W czasie I wojny światowej przebywał w Ameryce, prawdopodobnie pracując dla brytyjskiego wywiadu – jako podwójny agent, udając niemieckiego propagandystę. Pisywał wtedy do czasopisma The Fatherland, którego założycielem był George Sylvester Viereck. Crowley wykorzystywał to czasopismo jako środek do krzewienia wyznawanych przez siebie idei.
Po wojnie, w 1920 roku, wraz ze swoimi Szkarłatnymi Kobietami, trójką dzieci oraz uczniami przeniósł swą siedzibę do farmy w Cefalù na Sycylii, nazywanej odtąd Opactwem Thelemy lub Opactwem Siły Woli. Mieszkańcy opactwa spędzali czas na naukowych badaniach nad wpływem rytuału, praktyk jogicznych, medytacyjnych oraz magii seksualnej i narkotyków, na ludzki umysł. W tym czasie pisał też autobiografię The Confessions. Ściany budynków, w których zamieszkiwał, pokrył malowidłami o tematyce seksualnej i demonologicznej. Najbardziej znanymi malowidłami są te z komnaty koszmarów, w której, będąc pod wpływem narkotyków, można było zmierzyć, oczyścić się i nauczyć kontrolować obszary umysłu zdominowane przez strach.
W roku 1923, najprawdopodobniej na skutek zatrucia wypitą wbrew ostrzeżeniom Crowleya, skażoną wodą z miejscowej studni, zmarł jeden z jego uczniów. Żona zmarłego powróciła do Anglii i opisała w prasie bulwersujące szczegóły z życia Crowleya, posługując się przy tym wieloma nieprawdziwymi sensacjami. W kwietniu 1923 policja, na rozkaz Benita Mussoliniego, usunęła Crowleya z Włoch. Przeniósł się on do Tunisu. Stamtąd wyruszył na „tułaczkę” po Europie (bezskutecznie starał się o wydanie autohagiografii). W 1929 został usunięty z Francji. Podczas procesu w Londynie (10 kwietnia 1934), który Crowley wytoczył aktorce Ninie Hamnett za to, że oświadczyła, iż zajmuje się on czarną magią (proces ten przegrał), sędzia powiedział: „Nigdy nie słuchałem rzeczy równie przerażających, odrażających i bluźnierczych jak słowa tego człowieka, który usiłuje się zaprezentować przed nami jako największy żyjący poeta”.
W 1929 roku w Lipsku ożenił się z Marią Ferrari de Miramar.
W ostatnim okresie życia wiele czasu poświęcił na spisywanie swoich doświadczeń magicznych, czego owocem była m.in. Księga Thotha (1944) oraz słynna talia tarota, Tarot Thota (Thoth Tarot), wykonana przez brytyjską malarkę Friedę Harris.
Często wspomina się o uzależnieniu Crowleya od heroiny, jedynego dostępnego wówczas skutecznego leku przeciw astmie, na którą cierpiał. Odstawił on ją natychmiast po wielu latach stosowania, gdy pojawił się inny skuteczny, niemiecki lek, przeciwko tej przypadłości. Stosował też haszysz, eter, opium, pejotl i kokainę. W Berlinie zapoznał Aldousa Huxleya z pejotlem. Zmarł w nadmorskiej miejscowości Hastings 1 grudnia 1947 roku. Zmarł o godzinie 11:00 w wieku 72 lat. Przyczyną śmierci była niewydolność serca i przewlekłe zapalenie oskrzeli. Według jednej z różnych wersji opisujących okoliczności śmierci Crowleya – podanej przez Johna Symondsa w The Great Beast – ostatnie słowa, które wypowiedział, brzmiały: „Jestem zakłopotany”. Cztery dni później w krematorium w Brighton odbył się „Ostatni Rytuał” zorganizowany przez przyjaciół Crowleya.

## Poglądy i thelema
Crowley otwarcie sprzeciwiał się chrześcijaństwu i twierdził, że go nienawidzi.
Głównymi hasłami mistycznej filozofii-religii jaką stworzył, znanej jako thelema, zapisanymi w Liber AL vel Legis, były:
Każdy mężczyzna i każda kobieta to gwiazda. (I:3)
Czyń wedle swej woli będzie całym Prawem. (I:40)
Miłość jest prawem, miłość podług woli. (I:57)
Nie ma prawa poza Czyń wedle swej woli. (III:60)
Thelema bywa rozumiana jako zachęta do robienia tego, co się chce. Crowley wyraźnie w swoich pracach tłumaczył, iż nie powinno się w ten sposób jej pojmować. Przez słowo „wola” rozumiał pewien cel (to, co w innych systemach nazywane jest geniuszem, kamieniem filozoficznym, summum bonum, czyli Wiedzą Świętego Anioła Stróża) w życiu człowieka, który powinien przez niego zostać odkryty, a gdy to się stanie powinno się zgodnie z nim żyć:
Takoż i ty cały; nie masz żadnego prawa poza czynieniem swej woli. Czyń tak, a nikt nie powie nie. Albowiem czysta wola, nieukojona celem, wolna od żądzy wyniku, jest na każdy sposób doskonała. (AL I:42-44)
Zgodnie z jego naukami człowiek żyjący zgodnie ze swoją wolą nie napotka w życiu żadnych przeciwieństw, i z łatwością wolę tę będzie mógł wypełnić, bez obaw, że może się to kłócić z wolą innych; albowiem jeśli on znajdzie się we właściwym dla siebie miejscu, inni ponoszą winę za wchodzenie mu w drogę:
Bądź silny, o człecze! pożądaj, raduj się wszelkimi rzeczami zmysłu i zachwytu i nie obawiaj się, iż jakiś Bóg za to cię odrzuci. (AL II:22)
Każdą zmianę można wywołać przez zastosowanie właściwej siły, gdyż wszechświat jest powiązany wewnętrznie i doskonale zrównoważony.
Crowley twierdził, że prawdziwe odrodzenie magii nastąpiło właśnie 8, 9 i 10 kwietnia 1904 roku, kiedy to zgodnie z instrukcjami Rose spisywał Liber AL vel Legis. Zainicjowanie tego okultystycznego prądu wywołało wir, bóle porodowe nowego eonu, a kres starego (Równonoc Bogów). Zdarzenie takie pojawia się w odstępach mniej więcej 2000 lat. W Liber AL vel Legis Aiwass uznał Crowleya za „logos nowej ery Horusa”.
Według Crowleya, ludzkość ma za sobą dwa eony: Eon Izydy i Eon Ozyrysa. Eon Izydy stanowił okres, w którym ludzie żyli zgodnie z rytmem natury, na Ziemi panował matriarchat, wierzono, że wszystkim kieruje przeznaczenie. Był to czas niewinności, ale i nieświadomości. Tę niewinność ludzkość utraciła wraz z nadejściem Eonu Ozyrysa, kiedy to patriarchalne struktury zaprowadziły przymus i prawo. Eon Ozyrysa to dyktatura świadomości, która tłumi ludzkie popędy i ustanawia konflikt między ludzkością a światem natury. Eon Ozyrysa to wreszcie wiek wielkich monoteistycznych religii, podpierających struktury państwowe. Crowley twierdził, że w naszym stuleciu rozpocznie się okres przechodzenia do kolejnego Eonu – Eonu Horusa. Nowy Eon narodzi się w bólu i cierpieniach, gdyż ludzkość będzie musiała porzucić dogmaty, z których budowała swoją rzeczywistość. W Eonie Horusa znikną struktury dominacji, matriarchalne i patriarchalne. Każdy przejmie odpowiedzialność za własne życie. Kobiety odnajdą mężczyznę w sobie i mężczyźni odnajdą kobietę w sobie. Ciało znowu stanie się całością. Crowley, jako Bestia (Słońce, 666, męska zasada, Logos, Wola), miał dążyć do świętego zjednoczenia z żeńską zasadą, „nierządnicą Babilonu”.
Współcześnie ateistyczny nurt satanizmu laveyańskiego, oraz po części Kościół Szatana bazują na filozofii Crowleya. Podobnie do inspiracji jego naukami przyznają się prawie wszyscy współcześni okultyści. Crowley odrzucał religię chrześcijańską w całości, włącznie z wiarą w Złego tak samo jak współcześni sataniści, odrzucający istnienie takich bytów jak Bóg i szatan (wyjątek stanowi tu grupa satanistów zrzeszona wokół Kościoła Szatana). Związek ten wyraźnie odzwierciedla satanistyczne motto „Człowiek jest zwierzęciem, które powinno zerwać z głupotą i hipokryzją oraz zacząć żyć pełnią własnego życia”. Nazywał się apokaliptyczną Bestią, ze względu na wpływ jaki Apokalipsa Św. Jana wywarła na jego życie w dzieciństwie (patrz życiorys). Według słów Lona Milo DuQuette’a, Aleister Crowley „uwielbiał posługiwać się dzikim, bluźnierczym słownictwem do przekazywania absolutnie wzniosłych duchowych koncepcji”. W Bestii widział symbol osoby, która doprowadzi do końca świata chrześcijańskiego (przez co rozumiał zacofanie, bezkrytyczną wiarę w Kościół i jego negatywne cechy), zaś pomoże w stworzeniu nowego, lepszego świata, symbolizowanego przez Horusa (a później Maat).

### Aleister Crowley aGoecja
Aleister Crowley uważał, że demony są nieznanymi fragmentami naszych umysłów. Nie uważał ich za osobne byty. W 1899 roku, wspólnie z Georgiem Cecilem Jonesem ewokował ducha Buera (który zajmuje się uzdrawianiem), gdyż potrzebował pomocy dla chorego na astmę przyjaciela, Allana Bennetta. Ponoć udało im się to, mimo niezachowania całkowitej czystości. Nie uzyskali bezpośredniego polepszenia zdrowia u przyjaciela, jednakże zdobyli pieniądze, dzięki którym Bennett wyjechał na Cejlon. Tam, dzięki cieplejszemu klimatowi, jego stan się poprawił.
W 1904 roku ukazała się książka The Goetia: The Lesser Key of Solomon the King (Clavicula Salomonis Regis), mająca być, przetłumaczoną przez S.L.M. Mathersa i opracowaną przez Crowleya, pierwszą częścią Lemegetonu – Sztuką Goecji. Jest to najpopularniejsze, jak do tej pory, opracowanie tego grymuaru. W Polsce ukazało się ono jako Goecja według Aleistera Crowleya (2000 r.).

## Wybrane dzieła
| liber nr         | tytuł w j. polskim                                                                                      | tytuł oryginalny                                                                                         | polskie wydania | uwagi |
| ---------------- | --- | --- | --- | --- |
| CCXLII (242)     | AHA! | AHA! | Lashtal Press, 2010, Krzysztof Azarewicz (tłum.), ISBN 978-83-930589-0-7. | poemat |
| –                | Akeldama: miejsce, gdzie grzebie się obcych. Poemat filozoficzny dżentelmena z Uniwersytetu w Cambridge | Aceldama, a Place to Bury Strangers In. A Philosophical Poem by Gentleman of the University of Cambridge | - Lashtal Press, 2003, Krzysztof Azarewicz (tłum.), ISBN 83-88922-06-8. - Lashtal Press, 2013 (nowe tłumaczenie) | poemat filozoficzny                                                                                                |
| LI (51)          | Atlantyda. Zaginiony kontynent                                                                          | Atlantis. The Lost Continent                                                                             | Okultura, Warszawa 2003, Dariusz Misiuna (tłum.), ISBN 83-88922-03-3. | |
| –                | Czym jest wolna masoneria? Esej na temat zrekonstruowanego systemu O.T.O.                               | What is Freemasonry                                                                                      | Wydawnictwo Academia Masonica (polska sekcja Ordo Templi Orientis), Beltaine 2008, Fr Akhem Sekher (tłum.) | esej |
| CDXV (415)       | Działania paryskie (Aleister Crowley i Victor B. Neuburg)                                               | Opus Lutetianum or The Paris Working                                                                     | Lashtal Press, 2014 | |
| XV (15)          | Ecclesiæ Gnosticæ Catholicæ Canon Missæ (Msza Gnostycka)                                                | Ecclesiæ Gnosticæ Catholicæ Canon Missæ (The Gnostic Mass)                                               | - Wydawnictwo Academia Masonica (polska sekcja Ordo Templi Orientis), 2011, wersja autoryzowana przez O.T.O. - Msza Gnostycka stanowi także część Magiji w teorii i praktyce | Główny rytuał organizacji Ordo Templi Orientis i Ecclesia Gnostica Catholica                                       |
| IV (4)           | Ekwinokcjum bogów                                                                                       | The Equinox of the Gods także: Book Four (Liber ABA): Part IV. ΘΕΛΗΜΑ: The Law                           | Wydane przez O.T.O. we współpracy z Lashtal Press, 2012 | Okoliczności powstania Księgi Prawa.                                                                               |
| –                | Eliksir życia: nasz magiczny lek                                                                        | The Elixir of Life: Our Magical Medicine                                                                 | Lashtal Press, 2014 | Tekst wykładu „Psychiczne odmłodzenie” na temat metod przywracania młodości i energii.                             |
| –                | Goecja (Aleister Crowley i S.L. MacGregor Mathers)                                                      | The Goetia: The Lesser Key of Solomon the King (Clavicula Salomonis Regis)                               | - Wydawnictwo FOX (jako Goecja według Aleistera Crowleya), Wrocław 2000, Dariusz Misiuna (tłum.), ISBN 83-913114-5-7. - Lashtal Press (jako Goetia vel Clavicula Salomonis Regis), 2019, Krzysztof Azarewicz (tłum.), ISBN 978-83-952886-2-3                                                                                  | |
| –                | Hymn do Pana                                                                                            | Hymn to Pan                                                                                              | - Lashtal Press, 2003 (drugie wydanie w 2013) - Hymn do Pana stanowi także część Magiji w teorii i praktyce | poemat |
| –                | Inwokacja Horusa                                                                                        | The Invocation of Horus (The Supreme Ritual)                                                             | Lashtal Press, 2011 | Opis rytuału odprawionego przez Crowleya przed spisaniem Księgi Prawa.                                             |
| CCC (300)        | Khabs am Pekht                                                                                          | Khabs am Pekht                                                                                           | Wydawnictwo Academia Masonica (polska sekcja Ordo Templi Orientis), 2010, Frater Akhem Sekher (tłum.) | esej |
| XXI (21)         | Khing Kang King                                                                                         | Khing Kang King. The Classic of Purity                                                                   | Lashtal Press, 2012, Krzysztof Azarewicz (tłum. i oprac.), ISBN 978-83-930589-6-9. | adaptacja taoistycznego tekstu Gé Xuána                                                                            |
| –                | Konx om pax. Eseje w świetle                                                                            | Konx Om Pax. Essays in Light                                                                             | Lashtal Press, 2020 (drugie wydanie w 2022), tłum. Krzysztof Azarewicz i Wojciech Nieckarz, ISBN 978-83-952886-4-7. | |
| –                | Krótkie eseje o prawdzie                                                                                | Little Essays Toward Truth                                                                               | Okultura, Warszawa 2001, Dariusz Misiuna (tłum.), ISBN 83-88922-00-9. | |
| IV (4)           | Księga jogi i magii                                                                                     | Book Four (Liber ABA): Part I. Mysticism, Part II. Magick (Elementary Theory)                            | Pegaz, Warszawa 1993, Dariusz Misiuna (tłum.), Jerzy Prokopiuk (red.), ISBN 83-85639-10-1. | |
| CCCXXXIII (333)  | Księga kłamstw                                                                                          | The Book of Lies                                                                                         | Lashtal Press, 2008 (drugie wydanie w 2017, trzecie w 2022), Krzysztof Azarewicz (tłum.) | |
| LXXVIII (78)     | Księga Thota. Tarot Egipcjan (opracowanie artystyczne: Frieda Harris)                                   | The Book of Thoth (Egyptian Tarot). A Short Essay on the Tarot of the Egyptians                          | Lashtal Press, 2016 ISBN 978-83-939284-7-7; (drugie wydanie w 2020, trzecie w 2022). Pod redakcją Williama Breeze'a i Krzysztofa Azarewicza. | Książka poświęcona talii Tarota Thota.                                                                             |
| LXXVIII (78)     | Tarot Thota (Księga Thota. Tarot Egipcjan. Część druga) (Aleister Crowley i Frieda Harris)              | Thoth Tarot                                                                                              | Lashtal Press, 2025. Wydanie pod redakcją Williama Breeze'a. Tłum. Krzysztof Azarewicz. Talia Tarota Thota oraz broszura pod redakcją Felixa Warrena Crosse'a i Friedy Harris na podstawie pism Aleistera Crowleya z dodatkowym materiałem S.L. MacGregora Mathersa.                                                          | talia kart tarota                                                                                                  |
| –                | Księgi Bestii czyli Eseje filozoficzne Aleistera Crowleya                                               | – | Wydawnictwo FOX, Wrocław 2000, Dariusz Misiuna (tłum.), ISBN 83-913114-3-0. | |
| –                | Księżycowe dziecko                                                                                      | Moonchild                                                                                                | Lashtal Press, 2021 | powieść |
| –                | Leah Doskonała                                                                                          | Leah Sublime                                                                                             | Lashtal Press, 2004 (drugie wydanie w 2013), Anna Orzech (tłum.) | poemat |
| CCXX (220)       | Liber AL vel Legis (Księga Prawa)                                                                       | Liber AL vel Legis (The Book of the Law)                                                                 | - Lashtal Press, 2004. Zawiera przekład, faksymile oryginału i reprodukcję Steli Objawienia - Lashtal Press / polska sekcja O.T.O., 2013. - Przekład Liber AL vel Legis bywa także zamieszczany w innych książkach, jako ich uzupełnienie. W szczególności, treść i faksymile oryginału stanowią część Świętych ksiąg thelemy | |
| CXI (111)        | Liber alef. Księga mądrości lub szaleństwa                                                              | Liber Aleph. The Book of Wisdom or Folly                                                                 | Lashtal Press, 2017, ISBN 978-83-946064-5-9 (drugie wydanie w 2024) | komentarz do Księgi Prawa w formie listu do Charlesa Stansfelda Jonesa (ps. Frater Achad)                          |
| –                | List do Henry’ego Forda                                                                                 | A Letter to Henry Ford                                                                                   | Lashtal Press, 2018, tłum. Krzysztof Azarewicz | |
| CL (150)         | De Lege Libellvm                                                                                        | De Lege Libellvm                                                                                         | Wyd. polska sekcja O.T.O., 2013, dystryb. Lashtal Press | esej na temat czterech głównych filarów Prawa thelemy: Wolności, Miłości, Życia i Światła                          |
| CI (101)         | List otwarty do tych, którzy pragną wstąpić do Zakonu                                                   | An Open Letter to those who may wish to join the Order                                                   | Wydawnictwo Academia Masonica (polska sekcja Ordo Templi Orientis), 2010, Frater Akhem Sekher (tłum.) | |
| –                | Magija bez łez                                                                                          | Magick Without Tears                                                                                     | brak | |
| IV (4)           | Magija w teorii i praktyce                                                                              | Book Four (Liber ABA): Part III. Magick in Theory and Practice                                           | - Wydawnictwo EJB, Kraków 1998/1999, Dariusz Misiuna (tłum.) - Wydawnictwo KOS (© Wydawnictwo EJB 1998), Katowice 2002/2003 (w druku nie podano daty wydania), Marek Uniejski (tłum.), ISBN 83-86757-57-4. | |
| –                | Matka na sabacie                                                                                        | The Mother at the Sabbath                                                                                | Lashtal Press, 2013 | poemat |
| –                | Na rozstaju dróg                                                                                        | At the Fork of the Roads                                                                                 | Lashtal Press, 2013, Krzysztof Grudnik (wstęp i tłum.), Katarzyna Drenda (tłum.) | opowiadanie |
| –                | Narkotyk                                                                                                | The Drug                                                                                                 | Lashtal Press, 2018, tłum. Krzysztof Azarewicz | opowiadanie |
| CVI (106)        | O śmierci                                                                                               | Concerning Death                                                                                         | Wyd. polska sekcja O.T.O., 2012, dystryb. Lashtal Press | esej |
| CLXI (161)       | Odnośnie Prawa thelemy                                                                                  | Concerning the Law of Thelema                                                                            | Wyd. polska sekcja O.T.O., wrzesień 2014 | esej |
| –                | Osiem wykładów o jodze                                                                                  | Eight Lectures on Yoga                                                                                   | - Jako część teoretyczna w Teoria & praktyka jogi, Pegaz 1997, Dariusz Misiuna (tłum.), Jerzy Roguski (red. nacz.), ISBN 83-85639-17-9. - Lashtal Press, 2018 | |
| –                | Ostatni rytuał                                                                                          | The Last Ritual                                                                                          | Lashtal Press, 2007 (drugie wydanie w 2008), Krzysztof Azarewicz (tłum.) | Zbiór dzieł własnych Crowleya odczytanych w trakcie jego ceremonii pogrzebowej.                                    |
| –                | Pamiętnik narkomana                                                                                     | The Diary of a Drug Fiend                                                                                | brak | powieść |
| DCCCXXXVII (837) | Prawo wolności                                                                                          | The Law of Liberty                                                                                       | Wyd. polska sekcja O.T.O., 2012, dystryb. Lashtal Press | esej |
| –                | Rosa Mundi i inne poematy miłosne                                                                       | Rosa Mundi and other Love Songs                                                                          | Lashtal Press, 2011, Krzysztof Azarewicz i Anna Orzech (tłum. i oprac.), ISBN 978-83-930589-3-8. | |
| –                | Serce Mistrza                                                                                           | The Heart of the Master                                                                                  | Lashtal Press, 2006, Krzysztof Azarewicz (tłum.) | |
| –                | Śledztwa Simona Iffa                                                                                    | The Scrutinies of Simon Iff                                                                              | Lashtal Press, 2017, tłum. Krzysztof Azarewicz i Krzysztof Grudnik, ISBN 978-83-946064-6-6 | zbiór opowiadań |
| –                | ΘΕΛΗΜΑ: Święte księgi thelemy                                                                           | ΘΕΛΗΜΑ: The Holy Books of Thelema                                                                        | Lashtal Press, 2009, Krzysztof Azarewicz (tłum.) | |
| CLVII (157)      | Tao Te Cing                                                                                             | Tao Te Cing                                                                                              | Lashtal Press, 2007 (drugie wydanie w 2018), Krzysztof Azarewicz (tłum.) | adaptacja tekstu Daodejing                                                                                         |
| DCXXXIII (633)   | De Thaumaturgia                                                                                         | De Thaumaturgia                                                                                          | Wyd. polska sekcja O.T.O., 2013, dystryb. Lashtal Press | esej |
| XLI (41)         | Thien Tao                                                                                               | Thien Tao. A Political Essay                                                                             | Lashtal Press, 2018, tłum. Krzysztof Azarewicz | |
| CDXVIII (418)    | Wizja i głos z komentarzami                                                                             | The Vision & The Voice with Commentary                                                                   | Lashtal Press, 2011, Krzysztof Azarewicz (tłum. i oprac.), ISBN 978-83-930589-5-2. | |
| –                | Wyznania Aleistera Crowleya                                                                             | The Confessions of Aleister Crowley: An Autohagiography                                                  | brak | autohagiografia |
| CXCIV (194)      | Zarządzenie dotyczące Konstytucji Zakonu                                                                | An Intimation with Reference to the Constitution of the Order                                            | Wydawnictwo Academia Masonica (polska sekcja Ordo Templi Orientis), listopad (Samhain) 2008, Frater Akhem Sekher (tłum.) | esej |
| –                | Zodiak i tarot                                                                                          | The Zodiac and the Tarot                                                                                 | Lashtal Press, 2013 | Opis dwunastu kart Wielkich Arkanów przypisanych znakom zodiaku. Zawiera ilustracje kart autorstwa Oswalda Wirtha. |

## Wybrane polskojęzyczne publikacje innych autorów związane z Crowleyem
biografie Aleistera Crowleya:
- Gerald Suster(inne języki): Dziedzictwo Bestii (Legacy of the Beast), wyd. Okultura, Warszawa 2002, ISBN 83-88922-01-7.
- Richard Kaczynski(inne języki): Aleister Crowley – Prawda ciekawsza od legendy (The Weiser Concise Guide to Aleister Crowley) (pod redakcją Jamesa Wassermana), wyd. Lashtal Press, 2016[28], ISBN 978-83-939284-8-4.

publikacje na temat malarstwa Aleistera Crowleya:
- Monografia Galerii Sztuki Współczesnej MD_S Akademii Sztuk Pięknych im. Eugeniusza Gepperta we Wrocławiu (praca zbiorowa, red. Adam Grudzień, wyd. Wrocław 2014[35], Galeria Sztuki Współczesnej MD_S Akademii Sztuk Pięknych im. Eugeniusza Gepperta we Wrocławiu, ISBN 978-83-928449-1-4100) – zawiera esej Krzysztofa Azarewicza pt. „Martwe dusze: Malarstwo Aleistera Crowleya”

publikacje na temat talii Tarota Thota:
- Frieda Harris(inne języki): Ekspozycja okultystycznych i alchemicznych wzorów kart Tarota Egipcjan, wyd. Lashtal Press, 2016[28], ISBN 83-7120-011-0.
- Frieda Harris(inne języki): Opisy kart Tarota Thota, wyd. Lashtal Press, 2016[28], ISBN 978-83-88922-25-1.
- Lon Milo DuQuette(inne języki): Tarot Thota. Klucz do zrozumienia (Understanding Aleister Crowley's Thoth Tarot), wyd. Okultura, Warszawa 2010, ISBN 978-83-88922-25-1.
- Gerd Ziegler – Aleister Crowley: Tarot – zwierciadło duszy (Tarot: Mirror of the Soul: Handbook for the Aleister Crowley Tarot) – książka oraz 78 kart, wyd. Synergie Polska, ok. 2010, ISBN 978-80-7370-189-5 (karty ISBN 978-80-7370-146-8)[36]
- Angeles Arrien(inne języki) – Aleister Crowley: Wielka księga Tarota Crowley'a (pisownia oryginalna) (The Tarot Handbook)  książka oraz 78 kart, wyd. Synergie Polska, ok. 2010, ISBN 978-80-7370-178-9 (karty ISBN 978-80-7370-146-8)[37] – interpretacja własna autorki książki w oderwaniu od wizji Crowleya
- Aldona i Jacek Mirońscy: Tarot terapeutyczny, wyd. Studio Astropsychologii, Białystok 2003, ISBN 83-7377-061-5.

inne:
- Rodney Orpheus(inne języki): Abrahadabra. Wprowadzenie do magiji thelemy Aleistera Crowleya (Abrahadabra: Understanding Aleister Crowley's Thelemic Magic), wyd. Lashtal Press 2017[38], tłum. Michał Pluszcz, ISBN 978-83-946064-2-8.

## Odniesienia w kulturze
Wizerunek Crowleya widnieje wśród innych znanych osób na okładce albumu zespołu The Beatles o nazwie Sgt. Pepper’s Lonely Hearts Club Band.
Wiele znanych ludzi interesowało się Crowleyem, między innymi pisarz William S. Burroughs, reżyser Kenneth Anger, chemik John Whiteside Parsons i założyciel scjentologii L. Ron Hubbard.
Jimmy Page był odpowiedzialnym za wniesienie aury okultyzmu do zespołu Led Zeppelin. W 1971 roku zakupił posiadłość po Crowleyu, przy okazji wydania Led Zeppelin III umieścił w matrycy niektórych tłoczeń płyty wyrażenia Do what thou wilt. Fraza pochodziła z Thelemy Crowleya i stanowiła fragment większej całości, tj.: „Czyń wedle swej woli będzie całym Prawem”.
Ozzy Osbourne nagrał utwór o Crowleyu o nazwie Mr. Crowley.
Podczas koncertów jako element scenografii zespół Behemoth wykorzystuje umieszczony na statywie Heksagram Thelemy autorstwa Aleistera Crowleya.
Zespół Fields of the Nephilim w utworze At the gates of silent memory z albumu Elizium wykorzystał fragment zapisu głosu Aleistera Crowleya. Crowley recytuje fragmenty swojego poematu „At Sea”, jego głos został nagrany w 1920 roku.
Postać z powieści Dobry omen autorstwa Neila Gaimana i Terry’ego Pratchetta, nazywa się Crowley, co jest nawiązaniem do Aleistera Crowleya.